# تنها پسر زنده در نیویورک (فیلم)
تنها پسر زنده در نیویورک (به انگلیسی: The Only Living Boy in New York) یک فیلم درام آمریکایی محصول سال ۲۰۱۷ به کارگردانی مارک وب با بازی کلوم ترنر، کیت بکینسیل، پیرس برازنان، سینتیا نیکسون، جف بریجز، کرسی کلمونس، تیت داناوان، والاس شاون، آن دوانگ، دبی میزار، بیل کمپ، جیمز سایتو و پیتر فرانسیس جیمز است.
این فیلم در ۱۱ اوت ۲۰۱۷ توسط رودساید اترکشنز و آمازون استودیوز منتشر شد و عموماً نقدهای منفی دریافت کرد.

## داستان
«توماس وب» پسر ناشری مشهور از کالج دانش‌آموخته می‌شود و آپارتمان پدرومادرش را که در منطقه اعیان‌نشین نیویورک است ترک گفته و به منطقه‌ای معمولی نقل مکان می‌کند. توماس با همسایه الکلی خود «وی.اف. جرالد» دوست می‌شود که بعدها پی می‌برد او نویسنده‌ای مشهور است. زندگی توماس زیرو رو می‌شود وقتی که پی می‌برد پدرش ایتان به مادرش خیانت می‌کند و با زنی جوان به نام جوآنا در ارتباط است. توماس می‌خواهد رابطه ایتان و جوآنا را بهم بزند و جوآنا را مدام تعقیب می‌کند. جوآنا توماس را از چهره می‌شناسد و زمانی که او برای صحبت نزدیک جوآنا می‌شود، جوآنا به او می‌گوید که می‌شناسدش. توماس و جوآنا با هم دوست می‌شوند و توماس به جوآنا علاقه پیدا می‌کند. توماس با پیشروی این رابطه دست به اقداماتی می‌زند که زندگی اطرافیانش کاملاً دگرگون می‌شود.

## ساخت
فیلمبرداری اصلی در اکتبر ۲۰۱۶ آغاز شد.

## بازخوردها
- در وب‌سایت جمع‌آوری نقد و بررسی راتن تومیتوز، این فیلم بر اساس ۹۱ نقد، امتیاز ۳۳٪ و میانگین امتیاز ۴٫۷ از ۱۰ را کسب کرده است.[۵] نظر کلی این سایت این است: «این فیلم از نظر روایت، آشفته و دلخراش است، یک اثر رمانتیک بی‌اهمیت است که مخاطبان نمی‌خواهند دوباره با او قرار بگذارند.»
- در متاکریتیک، این فیلم میانگین امتیاز ۳۳ از ۱۰۰ را بر اساس نظر ۲۳ منتقد دارد که نشان‌دهنده «نقدهای عموماً نامطلوب» است.[۶]